# Gladiolus baumii
Gladiolus baumii là một loài thực vật có hoa trong họ Diên vĩ. Loài này được Harms miêu tả khoa học đầu tiên năm 1903.